# Mini-Cinéma BV2

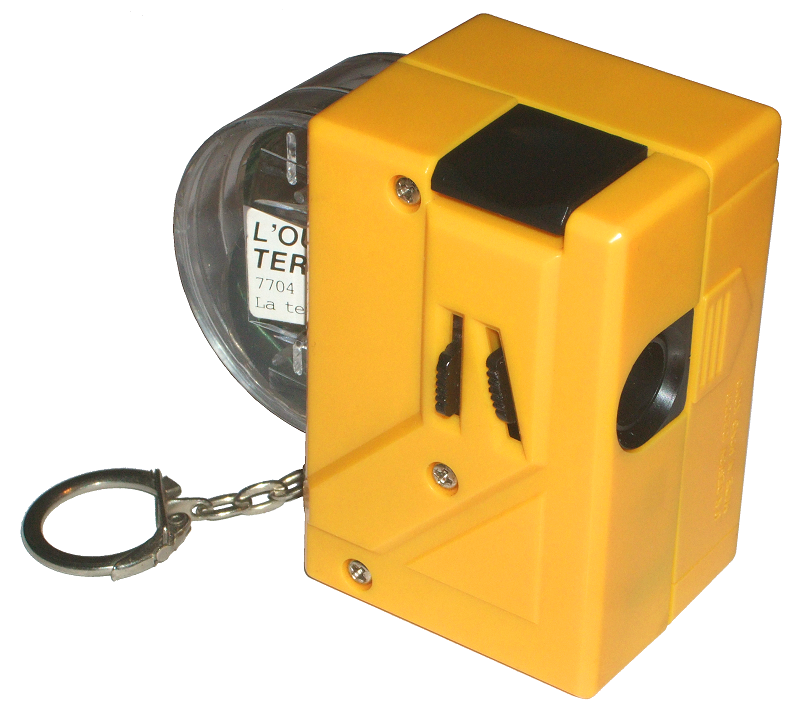
Visionneuse Mini-Cinéma BV2 et sa cassette

Le Mini-Cinéma BV2 est un dispositif de visionnage de films Super 8 commercialisé par la société Qualidux (Hong-Kong) à la fin des années 1970. Il permet le visionnage de bobines au format Super 8, spécialement conçues pour le dispositif, tournant en boucle, d'environ 30 secondes.
Considéré comme un jouet, car destiné en premier lieu aux enfants, de par son côté gadget et son catalogue de films grand public, il a pu s'adresser plus tard aussi à un public adulte, féminin notamment, avec des films de striptease (dans la collection Chippendales).

## Histoire
Conçue par la société hong-kongaise Qualidux en 1978, et distribuée sous leur marque "Apollo", la visionneuse Mini-Cinéma BV2 (Micro Movie Viewer BV2 en anglais) est une version compacte de la visionneuse Mini-Cinéma AV1 (Mini Movie Viewer AV1 en anglais), lancée la même année, et fonctionnant sur le même principe.
La visionneuse BV2 et ses films étaient distribués en France et en Belgique par la société Peter BIEWAN S.A.R.L. (France) depuis le début des années 1980.
Sur le territoire nord-américain, la visionneuse BV2 était distribuée sous la marque "Fascinations", en tant que Micro Viewer BV2 puis simplement Fascinations Movie Viewer, dans de nombreuses colories. Elle a aussi été commercialisée par la société Lewis Galoob Toys dans la série Sneak Previews, au début des années 1980.
Bien que sortie aussi au Japon (sous le nom Pocket Movie BV2 (ポケットムービーBV2), modèle PM-800), c'est le format AV1 de la visionneuse qui est le plus rencontré sur ce territoire. Le visionneuse BV2 a cependant connu une re-sortie sur ce marché au début des années 1990, chez Takara.

## Description

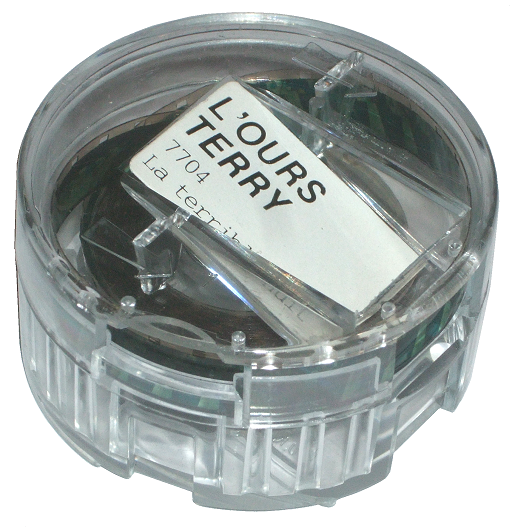
Mini-bobine française de L'Ours Terry n°7704

Dans sa version la plus courante en France, la visionneuse Mini-Cinéma BV2 modèle Q1087 se présente sous forme d'un petit pavé rectangulaire, aux dimensions 4,5 x 4,3 x 6,8 cm, jaune le plus souvent, muni d'une chaîne porte-clé, dans lequel on insère une cassette contenant une bobine Super 8 (S8) modèle Q1087C, aux dimensions 4,5 x 2,4 cm (diamètre x épaisseur), conçue de telle manière que le film tourne en boucle. La durée du film peut varier de 20 à 30 secondes.
Une seule pile R6 (AA) est nécessaire pour son fonctionnement. Deux curseurs sont présents sur le côté de la visionneuse : un curseur permet de régler la focale, l'autre permet de régler le cadrage.
En appuyant sur le bouton situé au dessus de la visionneuse (inactif sans cassette), cela entraine une petite roue munie d'un seul cran, faisant avancer le film par le biais de ses perforations, au travers d'une petite fente dans la cassette. Le spectateur peut alors regarder le film (muet) défiler par l'orifice prévu à cet effet, en pointant la cassette en direction d'une source de lumière.
Le prix d'une cassette en France était de 9,99F.

### Mini-Cinéma AV1
Nettement moins répandu sur le territoire francophone, le Mini-Cinéma AV1 modèle Q1094, plus connu comme Apollo Mini-Movi, est le modèle original, dont le BV2 est un variant plus compact. Plus volumineux, aux dimensions 8 x 4,3 x 17,5 cm, et plus confortable, l'AV1 se présente exactement de la même manière, à la différence qu'il possède un manche pour le tenir, et que les cassettes modèle Q1094C, plus imposantes, aux dimensions 9 x 2,8 cm (diamètre x épaisseur), emmagasinent jusqu'à 1 minute de film, voire davantage.
Deux piles R6 (AA) sont requises pour son fonctionnement. Les séries de films sont similaires à celles de la visionneuse BV2.
En Amérique du Nord, ce modèle a aussi été commercialisé sous le nom de Pocket Flix par la société Ideal Toy.
La visionneuse AV1 a notamment connu deux designs au Japon, où elle était distribuée par la société Popy (puis par Shinsei), l'un sous le nom Kurukuru Televi identique au reste du monde, et l'autre sous le nom Popy Kurukuru Televi, aux formes plus rondes. Plusieurs séries de films sont propres au Japon (japanimation, sentai, Godzilla, etc).
D'autres modèles, utilisant les mêmes cassettes, ont vu le jour, notamment l'AV3 petit cinéma, (modèle Q1096, AV3 Screen Play en anglais) ou le Petit cinéma avec écran rotatif (modèle Q1086, Screen Viewer BV1 en anglais), deux modèles intégrant un écran sur lequel est directement projeté le film.
Une version 3D, l'AV4 mini-cinéma 3D, (modèle Q1097, AV4 3-D Movie Viewer en anglais), sous forme de jumelles, a aussi vu le jour, mais utilisait des cassettes spécifiques.

## Séries de mini-films BV2 connues en France et en Belgique
- Gandy le jars (n° 7005)
- Heckle et Jeckle (n° 7202, 7211)

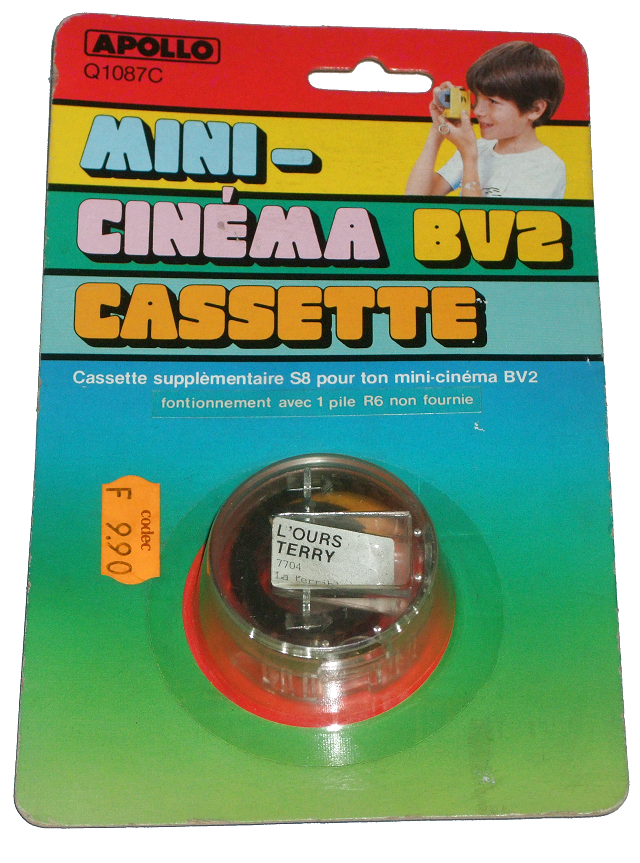
Cassette neuve de L'ours Terry

- L'ours Terry (n° 7701, 7704, 7705)
- Hulk
- Thor (n° 8301)
- Spider-Woman, la femme araignée (n° 8808)
- Les sentinelles de l'espace (n° 7901, 7902)